# Чакветадзе, Беглар Самсонович
Беглар Самсонович Чакветадзе (1892 год, село Орхви, Лечхумский уезд, Кутаисская губерния, Российская империя — неизвестно, село Орхви, Цагерский район, Грузинская ССР) — звеньевой колхоза «Гантиади» Цагерского района, Грузинская ССР. Герой Социалистического Труда (1949).

## Биография
Родился в 1892 году в крестьянской семье в селе Орхви Лечхумского уезда. С раннего возраста трудился в сельском хозяйстве. В послевоенные годы трудился звеньевым виноградарей в колхозе «Гантиади» Цагерского района.
В 1948 году звено под его руководством собрало в среднем с каждого гектара по 111,8 центнеров винограда на площади 3 гектара. Указом Президиума Верховного Совета СССР от 9 августа 1949 года удостоен звания Героя Социалистического Труда за «получение высоких урожаев винограда в 1948 году» с вручением ордена Ленина и золотой медали «Серп и Молот» (№ 4393).
Этим же Указом званием Героя Социалистического Труда был награждён труженик колхоза «Гантиади» звеньевой Теофан Глахуевич Квариани.
За выдающиеся трудовые достижения по итогам работы в 1949 году награждён вторым Орденом Ленина.
После выхода на пенсию проживал в родном селе Орхви Цагерского района. Дата смерти не установлена (после 1974 года).
Награды
- Герой Социалистического Труда
- Орден Ленина — дважды (1949; 05.09.1950)